# Christine Gossé
Christine Gossé, född 26 oktober 1964 i Offenburg i Baden-Württemberg, är en fransk före detta roddare.
Hon tog OS-brons i tvåa utan styrman i samband med de olympiska roddtävlingarna 1996 i Atlanta.